# Porto Empedocle
Porto Empedocle település Olaszországban, Szicília régióban, Agrigento megyében. Lakosainak száma 15 600 fő (2023. január 1.). Porto Empedocle Agrigento és Realmonte községekkel határos.

## Népesség
A település lakossága az elmúlt években az alábbi módon változott:
| Lakosok száma | 16 916 | 16 701 | 15 600 |
|               | 2017   | 2018   | 2023   |